# Embutido

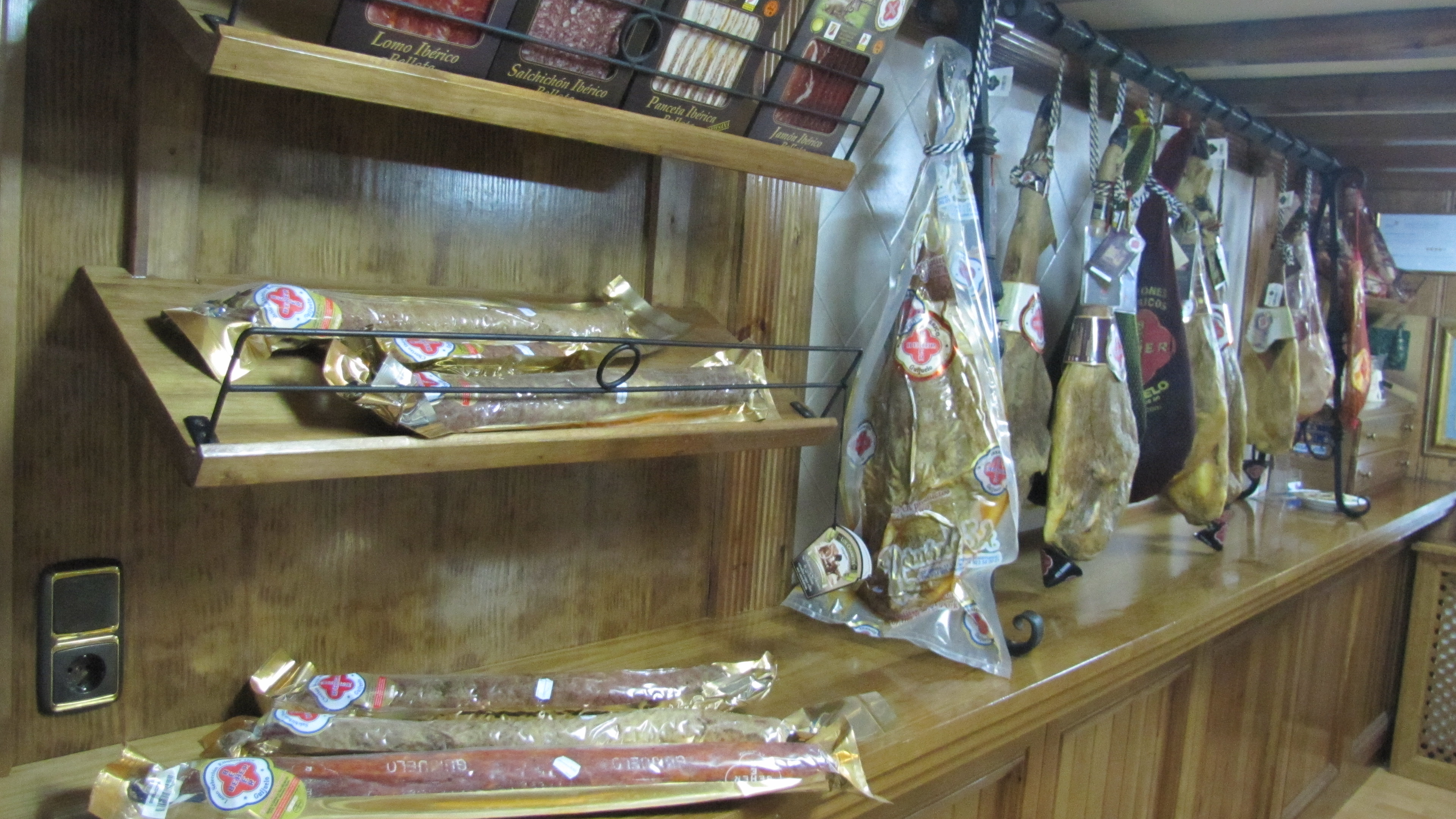
Muestrario de embutidos ibéricos: lomo, salchichón, chorizo y jamón de bellota, de BEHER, de la D.O. Jamón de Guijuelo.

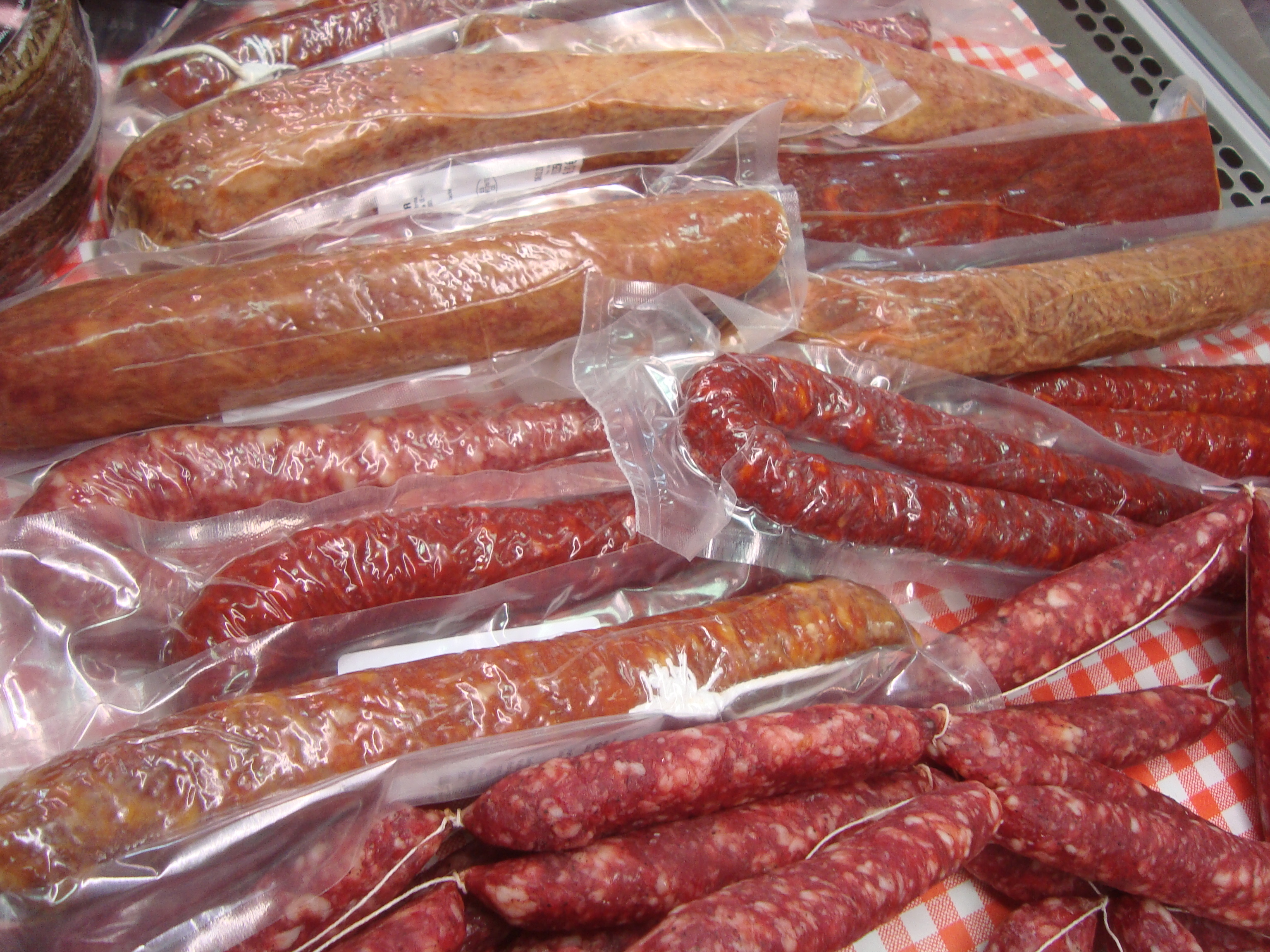
Piezas de embutidos expuestos en la vitrina de una charcutería española.

Un embutido es una pieza de carne, generalmente picada, la cual es introducida en piel de tripas de cerdo y condimentada con hierbas aromáticas y especias (pimentón, pimienta, ajos, romero, tomillo, clavo de olor, jengibre, nuez moscada, etcétera). Su forma de curación permite la fácil conservación del producto durante períodos de tiempo relativamente largos. El sabor de los embutidos se debe principalmente a las cualidades presentes en la tripa natural.[cita requerida] A menudo se comercializan en carnicerías y supermercados y, más específicamente, en charcuterías.
Los embutidos generalmente se sirven con pan (en tostada o en bocadillo) o en una presentación adecuada denominada tabla de embutidos en caso de servir a varias personas. En la mayoría de los casos se sirve frío y cortado en rodajas (de aquí proviene la denominación inglesa de cold cut). Por regla general se trata de un aperitivo o tapa servida antes de una comida (en este caso se denomina entremés) o bien en una merienda o cena informales. Los embutidos frescos o semicurados (como es el caso del chorizo achorizado) deben cocinarse previamente fritos, hervidos o cocidos en agua (eliminando gran parte de su grasa), en vino o en sidra uniendo ambos sabores.[cita requerida]

## Elaboración

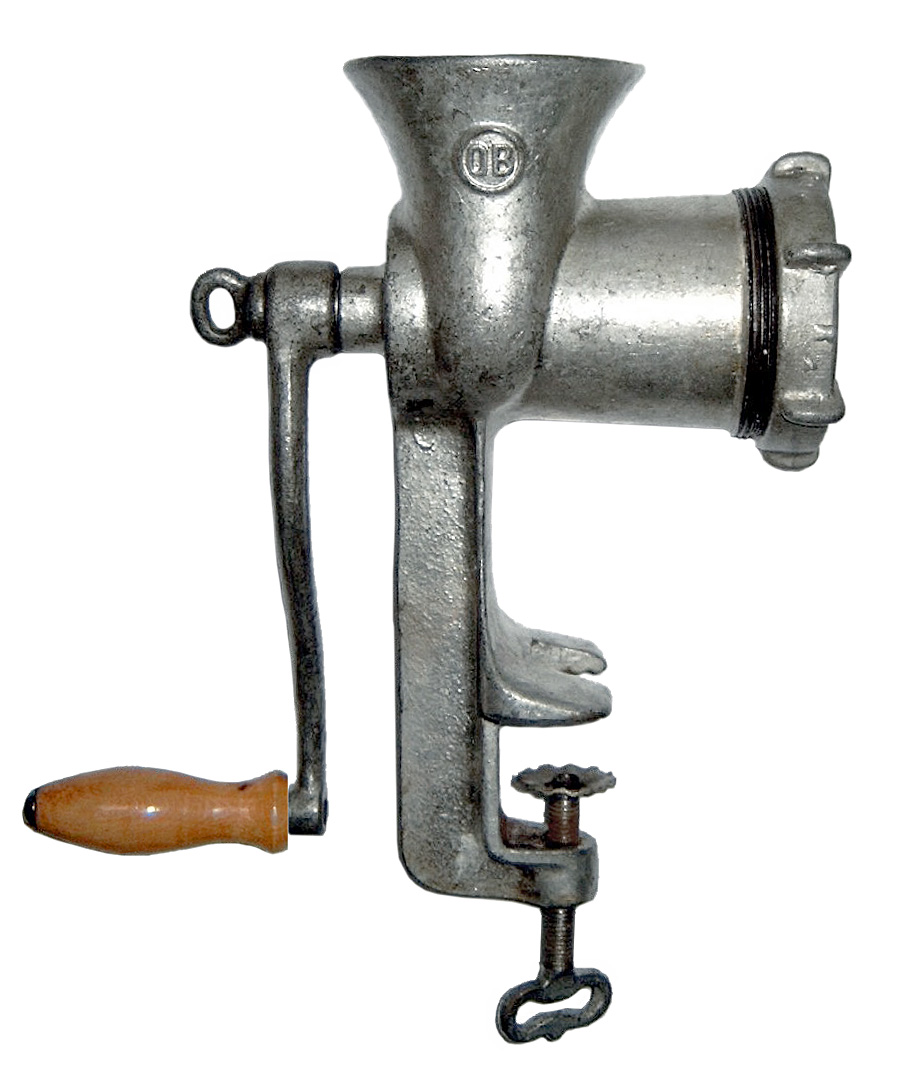
Máquina para confeccionar embutidos.

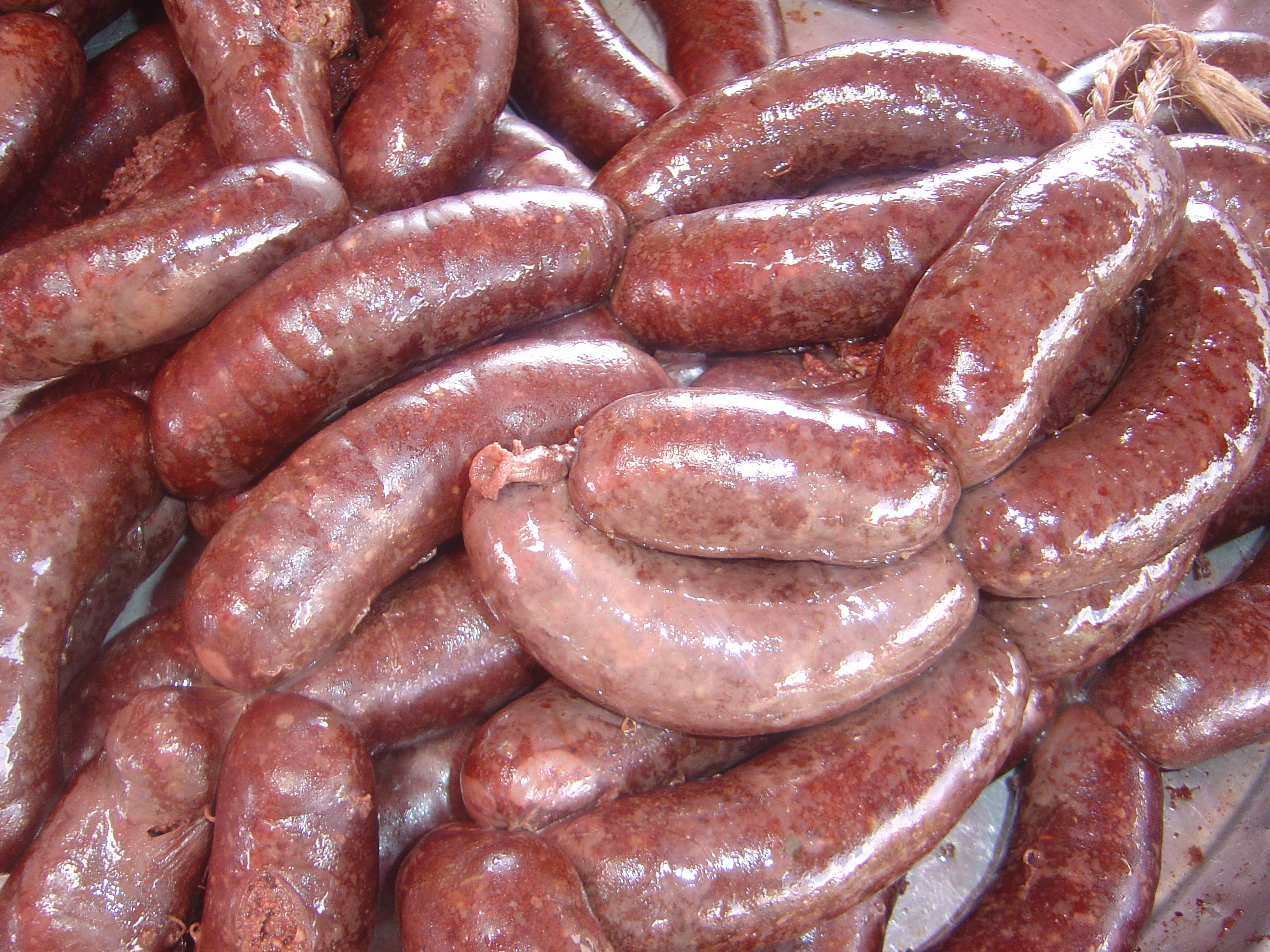
Chorizos frescos.

La elaboración del embutido, en general, pasa por dos fases diferenciadas:
1. Picado y embuchado: para la elaboración artesanal o casera de estos productos se utiliza una máquina específica, encargada de hacer carne picada y que mediante una cuchilla pica la carne y en una segunda operación la embute en la piel de tripa de cerdo.
2. Curado: esta fase es importante a la hora de tener una adecuada capacidad de conservación del producto final, vigilando la estabilidad del color y formación final del aroma. Dependiendo del tipo de embutido se realiza el curado de diferentes formas.

### Composición
Desde un punto de vista nutricional se puede decir que están compuestos de agua, proteínas y grasas. La proporción de agua dependerá del tipo de curado, pudiendo llegar desde un 70% en los productos frescos hasta un 10% en aquellos que han sido curados por secado. Tras estos ingredientes básicos se suele añadir diferentes especias, según la región y las tradiciones culinarias. En algunas ocasiones se emplea material de relleno, pero en estos casos se considera el producto de ínfima calidad, no obstante es común añadir: fécula, el alginato, musgo irlandés, la goma arábiga y la goma de tragacanto. El relleno suele hacerse en tripas que suelen ser de dos tipos: natural (en este caso emplean el propio intestino del animal sacrificado) o artificial (que pueden ser tripas de colágeno, tripas de celulosa, tripas de plástico), etc.

### Tipologías
Existen diferentes variedades dependiendo de:
- Su material cárnico: carne de cerdo, de vaca, de pescado, pollo, cabra, etc.
- Su forma de curado: secado, ahumado, salazón, etc.
- Su procesado final: aspic, escaldado (por ejemplo las salchichas alemanas de tipo Brühwurst), crudo o fresco, seco, ahumado, semicurado, etc.
- Su forma de embutido: circular, vela, sarta, etc.

## Gastronomías de Europa

### España

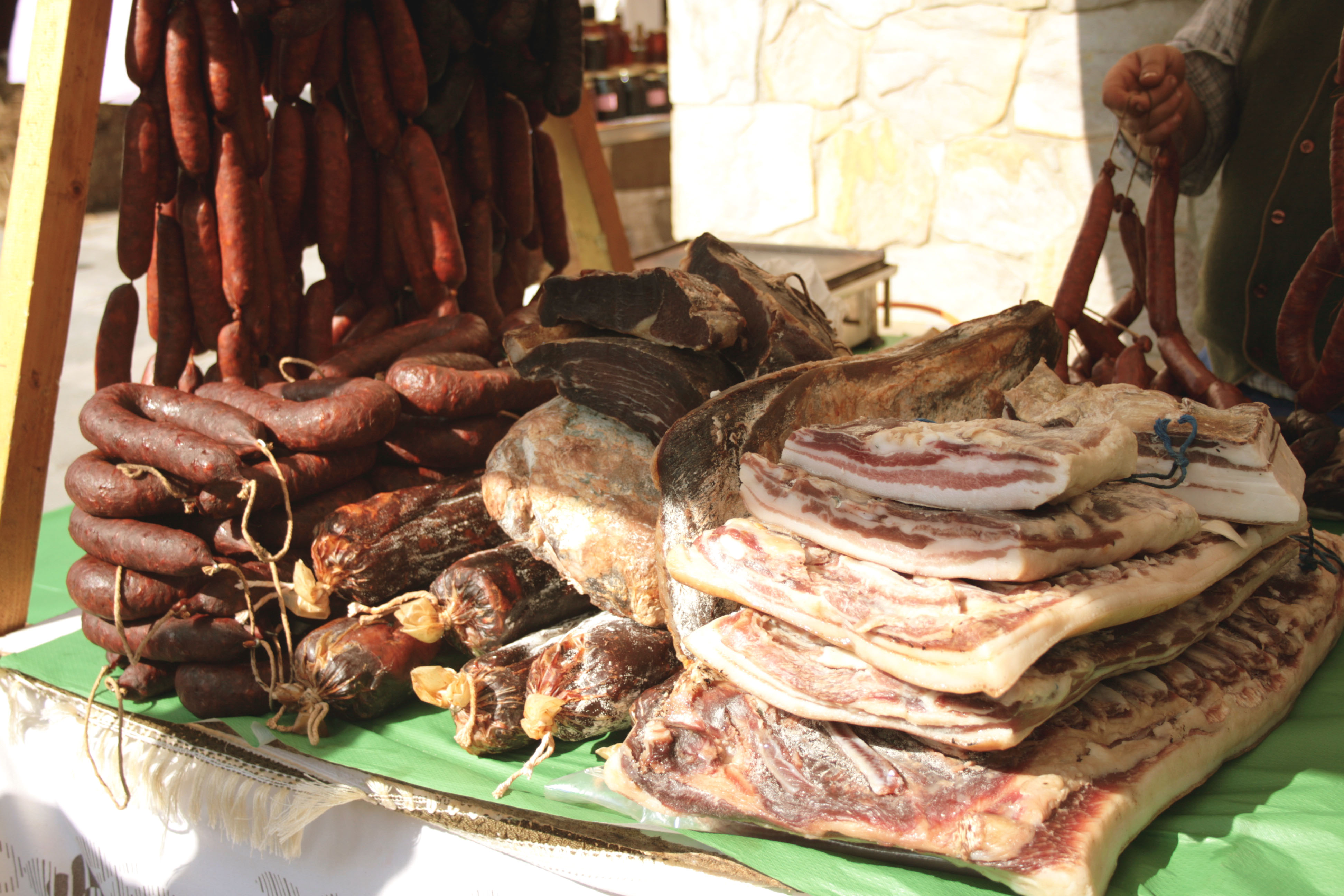
Compango y otros embutidos de la cocina asturiana.

En España existen muchos tipos de embutidos, que pueden ser curados como el chorizo, el salchichón y la sobrasada; o cocidos, como la longaniza, la androlla y la morcilla (elaborada con sangre), de que hay, según unos autores modernos, cerca de dieciocho clases. Casi todos son de carne de cerdo. Otros ejemplos son más exóticos como el botillo, elaborado con los huesos del cerdo como trozos de costilla y rabo. El jamón si bien no es un embutido, es el fiambre más popular, tan habitual que puede decirse que tiene rango de plato nacional. Aunque hay variedades de embutidos en el sur, su variedad crece a medida que se va hacia el norte.

### Italia
En Italia las principales variedades de embutidos o Salumi son:

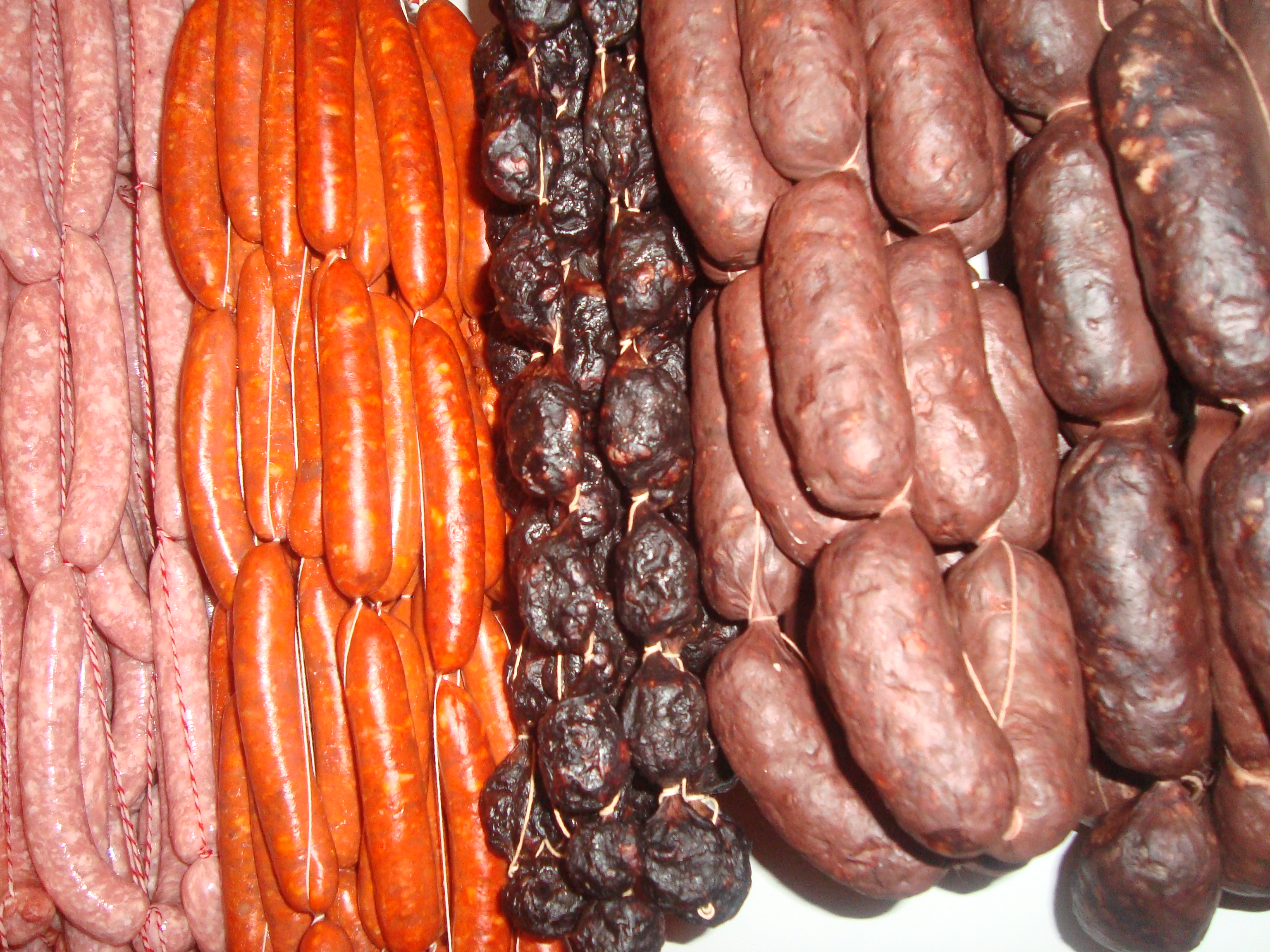
Embutidos frescos (Torreblanca, Castellón).

- el Salame Brianza,
- el Salame di Varzi,
- el Salame Piacentino,
- el Salame Napoletano;
- el Salame di Sant'Angelo,
- Embutidos frescos (Torreblanca, Castellón).el Salame d'oca di Mortara,
- el Salame di Calabria,
- los cacciatorini,
- la soppressata calabrese,
- la mortadella di Bologna,
- el cotechino,
- el zampone di Modena.

### Portugal

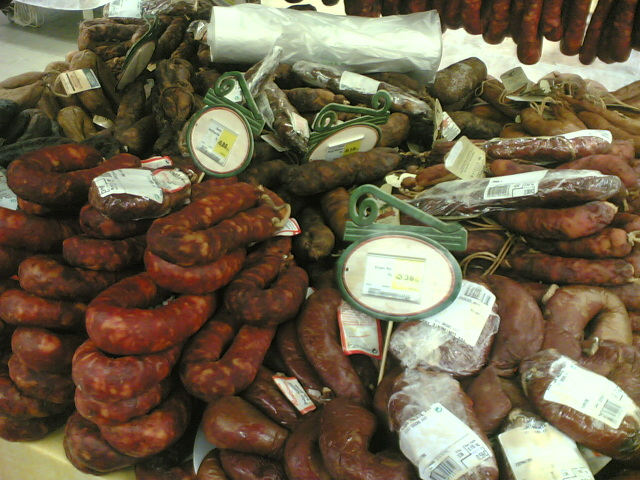
Embutidos portugueses.

En Portugal las principales variedades de embutido son:
- el chorizo,
- la paninera,
- la Morcela,
- la Alera,
- el Payo,
- la Paya,
- el Salpicón,
- la longaniza,
- la Tripa empanizada,
- la Moira,
- la Mortadela con aceitunas o pistachos
- la Cacholiera.

### Francia
En Francia existen muchos tipos de embutidos, que pueden ser curados como el saucisson sec y fuseau lorrain; o cocidos, como el chipolata, la merguez, la saucisse de Morteau, la saucisse de Toulouse, la Knack, le boudin noir (elaborado con sangre), la andouillette (elaborada con tripas), etc.

## Gastronomías de América
En Argentina, Bolivia, Chile, Colombia, Costa Rica, Cuba, Ecuador, México, Paraguay, Perú, República Dominicana, Uruguay y Venezuela, se denomina chorizo al embutido fresco, poco o muy condimentado, que se consume cocinándolo sobre brasas.
En Argentina, y debido a la extensión ganadera en toda su región sumado a la fuerte repercusión de las corrientes migratorias europeas, la tradición charcutera está muy arraigada. En ciudades como Tandil, por ejemplo, el chorizo o salame se considera un producto insignia de la región.
En Chile, la tradición charcutera está muy influenciada por la asimilación cultural de los inmigrantes alemanes, originándose toda una variedad de embutidos frescos como las denominadas longanizas y longanicillas. Dentro de la tradición charcutera chilena, existen diversos tipos de denominados "arrollados", el arrollado huaso es carne de cerdo sazonada con pimienta y envuelta en cuero de cerdo cocido revestido con ají, este embutido usualmente se corta en láminas delgadas para hacer sándwiches tradicionalmente con queso fresco o queso curado. También existe el arrollado de malaya, el cual consiste en carne de vacuno envuelta en un corte de malaya (uno de los despieces del vacuno). Lo de mayor cotidianeidad en Chile es el chorizo parrillero y choricillo, un tipo de embutido más pequeño que la longaniza tradicional, el cual se cocina al carbón y se come dentro de un pan (choripán) como aperitivo de la carne asada. En Chile existe un tipo de morcilla llamada tradicionalmente prieta, que se aliña con nueces, pimienta y paprika, a veces con merkén (ají ahumado y deshidratado en el proceso triturado hasta quedar en forma de polvo ahunado). Dándole un sabor característico que la diferencia de la morcilla española. Chile tiene una larga tradición en la elaboración y consumo de todo tipo de charcuterías de origen ibérico, sarta, fuet y jamón curado, entre otros. Además de la salchicha vienesa consumida principalmente en completos. Normalmente en muchos casos, se usa el término "cecina" para referirse a algunos productos charcuteros industrialmente procesados  (entre los que destacan las mortadelas y las ya mencionadas salchichas vienesas, entre otras).
En Panamá por herencia hispana existen varias formas adaptadas como el chorizo tableño, los chorizos parrilleros y la morcilla.
En Uruguay la fuerte inmigración española e italiana propiciaron la elaboración de gran variedad de embutidos, tantos frescos como curados, tales como el clásico chorizo criollo que es cocinado a las brasas, al horno o una plancha de hierro fundido y, por otro lado, los embutidos curados, en este caso tenemos pipa, longaniza, salame, entre otros.
En Venezuela es particularmente muy popular la mortadela, originaria de Europa y popularizada por las olas migratorias de dicho continente en este país. La misma se consume principalmente como relleno de bocadillos y de arepas. También son populares los chorizos (de ajo, ahumados, criollos y picantes), las morcillas y las llamadas "salchichas parrilleras"; todos se consumen con la parrilla o simplemente acompañados de yuca y/o hallaquitas, o como relleno de arepas o empanadas. Por su parte, las salchichas tipo Wieners se emplean para elaborar perros calientes y también se consumen cortadas en rodajas (puede ser guisadas o simplemente mezcladas con mayonesa o salsa rosada para rellenar arepas o empanadas) y también se añaden de esta forma a algunas salsas para pastas o al minestrone venezolano (generalmente hecho a base de arvejas o lentejas).

## Efectos en la salud
La Organización Mundial de la Salud clasificó las carnes procesadas, incluyendo a los embutidos, como carcinógenas para nuestra especie. Un estudio de 2013 estimó que la disminución de la ingesta de carnes procesadas a menos de 20 gramos diarios podría prevenir un 3,3% de fallecimientos.